# Sommeraften på Skagen Sønderstrand
Sommeraften på Skagen Sønderstrand er et oliemaleri udført af Skagensmaleren P.S. Krøyer i 1893, der regnes for at være et af hans mest kendte, ligesom det omtales som et af hans hovedværker. Krøyers værker kredser som dette ofte om lyset over Skagen.
Maleriet viser kunstnerens hustru, Marie Krøyer, promenere på srtanden sammen med Anna Ancher. Michael Ancher flyttede til Skagen i 1880, da han giftede sig med Anna. I 1891 flyttede Krøyer-parret til Skagen og til sammen udgjorde kvartetten en markant del af kunstnerkolonien i Skagen.
Krøyer tog mindst to fotografier af Anna Ancher og Marie Krøyer gående arm i arm ved strandkanten. Han lavede desuden et antal skitser af motivet, blandt andet to, der i dag ejes af Den Hirschsprungske Samling. Da Michael Ancher fik øje på en af skitserne besluttede han sig for at male en kopi, der i dag findes i Anchers hus.
Maleriet blev solgt hos Bruun Rasmussen Kunstauktioner i København den 29. august 1978 (auktion nr. 381/62) for 520.000 kr. til den tyske bladkonge Axel Springer, hvis enke senere forærede det til Skagens Museum, som modtog det i 1986, som tak for danskernes indsats for redning af jøderne i Danmark under 2. verdenskrig i 1943. Da maleriet dukkede op i Danmark var det så godt som ukendt. Det var købt på en udstilling i München i 1895 for små 5.000 kr. af den tyske operasangerinde Lilli Lehmann og havde i en årrække hængt i en østrigsk bjerghytte.
Maleriet Sommeraften ved Skagen Sønderstrand blev i 2005 konserveret. Under dette arbejde fandt man sandkorn i oliemalingen over hele maleriet. Dette tyder altså på, at Krøyer har haft maleriet med på stranden under udførelsen.

## Galleri
- P.S. Krøyer, Anna Ancher og Marie Krøyer på stranden ved Skagen, 45 × 47 cm, 1890'erne
- Michael Ancher, Anna Ancher og Maria Krøyer går aftentur på Sønderstrand, 1897, 47,4 x 45,3 cm, Michael og Anna Anchers Hus, Skagen
- P.S. Krøyer, Sommeraften ved Skagen Sønderstrand. Anna Ancher og Maria Krøyer., 38,5 x 60 cm, 1893, Den Hirschsprungske Samling
- P.S. Krøyer, Sommeraften ved Skagen Sønderstrand. Anna Ancher og Maria Krøyer., 27,8 x 45,8 cm, 1893, Den Hirschsprungske Samling
- P.S. Krøyer, Anna Ancher og Marie Krøyer på Skagens Sønderstrand, antagelig 1893, privat eje.